# Zachariah (Khaziaria)
Zachariah (... – 861) era un Khagan Khazaro, citato negli scritti di San Cirillo. Le date del suo regno sono sconosciute ma era sicuramente khagan durante la visita di Cirillo a Khazaria nell'861. Probabilmente era il fratello di Hezekiah.